# Lockyer (Western Australia)
Lockyer ist ein Stadtteil von Albany im australischen Bundesstaat Western Australia.
Der Ort liegt im Westen von Albany. Der Name ist in Zusammenhang zu setzen mit Edmund Lockyer, dem Gründer von Albany. 

## Geographie
Lockyer liegt rund drei Kilometer nordwestlich der Innenstadt am South Coast Highway.
Im Norden grenzt der Stadtteil an Orana und McKail, im Westen an Gledhow, im Süden an Mount Elphinstone, und im Osten an Mount Melville.

## Infrastruktur
Lockyer liegt am South Coast Highway und wird von der Buslinie 808 bedient. Im Ort gibt es zwei Schulen, die Parklands School und die Mount Lockyer Primary School.
Im Ort liegt der städtische Park Apex Park mit dem kleinen See Broke Inlet.

## Bevölkerung
Der Ort Lockyer hatte 2016 eine Bevölkerung von 1297 Menschen, davon 47,7 % männlich und 52,3 % weiblich. 7,2 % der Bevölkerung (94 Personen) sind Aborigines oder Torres-Strait-Insulaner.
Das durchschnittliche Alter in Lockyer liegt bei 36 Jahren, zwei Jahre unter dem australischen Durchschnitt von 38 Jahren.